# 飛隼丸
飛隼丸(ひじゅんまる)は日本海軍の運送船
(軍務官直轄の運輸船)。
隼(はやぶさ)は鷹の一種で、飛隼は「空を飛ぶ隼」のこと。

## 艦歴
元はデンマーク人デュース所有の気船PEMBROKE(ペンブローケ)。
慶応4年2月(1868年2月から3月頃)に南部藩が購入し、飛隼丸と命名した。
南部藩が徳川幕府側についたため、
閏4月20日(1868年6月10日)に浦賀で捕獲された。
捕獲の日付は『記録材料・海軍省報告書第一』にメモ書きで「八月ハ閏四月廿日ノ誤謬」とあり、それによったが、
出典により4月、5月、8月(何れも旧暦)と違いがある。
- 明治元年4月に浦賀で捕獲(『日本近世造船史 明治時代』1911年)[4]。
- 明治元年8月に浦賀で捕収(『日本海軍艦船名考』1928年)[2]。
- 慶応4年5月23日浦賀で接収、8月に艦籍編入(『聯合艦隊軍艦銘銘伝』1993年)[7]。
- 明治元年8月浦賀で捕獲、9月20日正式購入を決定(中川努「主要艦艇艦歴表」1994年)[6]。

購入代金21,000両のうち、支払い未済みの10,000両を軍務官が支払い所有外国人から購入した。
戊辰戦争では陸兵輸送に従事した。
明治2年に「筑前ヘ御預 蒸気運漕 飛隼丸」の記録が残る。
明治3年8月から9月、横須賀製鉄所で機関の修理が行われた。
同年10月に東伏見宮と側近が上京のために大阪まで飛隼丸が使用された。
機関の不具合が続いていたようで
12月15日より横須賀で修理の予定とされている。
明治4年2月、大坂丸と交代のために品海から横浜港へ出張した。
5月の検査では破損や腐食の箇所があり、約13,000両で修理を加えても艦の寿命は後5年程度と見積もられた。
同年7月12日(1871年9月6日)に「東京丸」購入代金(60,000円+飛龍丸飛隼丸行速丸の3隻で80,000円相当)の一部としてイギリス人に交付された。

## 船長
- 相浦紀道：明治3年3月(1870年4月)[17] - 1871年6月14日[18]
- 兼坂熊四郎(兼坂肇):明治4年5月17日[19][20] -